# Miloslav Mečíř
Miloslav Mečíř (ur. 19 maja 1964 w Bojnicach) – słowacki tenisista i trener tenisa, reprezentant Czechosłowacji w Pucharze Davisa, mistrz olimpijski z Seulu (1988) w grze pojedynczej i brązowy medalista w grze podwójnej.

## Kariera tenisowa
Praworęczny zawodnik z bekhendem oburęcznym, znany z bogatej palety zagrań, gry kombinacyjnej i umiejętności maskowania uderzeń (co przyniosło mu przydomek „kota”), odniósł szereg sukcesów w drugiej połowie lat 80. Pierwszy turniej zawodowy wygrał w 1985 w Rotterdamie, w tym samym roku triumfował w zawodach w Hamburgu. W sezonie 1986 po raz pierwszy osiągnął wielkoszlemowy finał – na US Open zmierzył się z Ivanem Lendlem, liderem rankingu światowego i obrońcą tytułu. Lendl odniósł zwycięstwo 6:4, 6:2, 6:0.
W sezonie 1987 triumfował w sześciu turniejach singlowych i sześciu deblowych. Trzykrotnie spotykał się w meczach z Lendlem – pokonał go w finale w Key Biscayne, przegrywał w finale w Hamburgu i półfinale French Open. W 1988 na igrzyskach olimpijskich w Seulu pokonał w półfinale Szweda Stefana Edberga (3:6, 6:0, 1:6, 6:4, 6:2), a w finale Amerykanina Tima Mayotte (3:6, 6:2, 6:4, 6:2). Do złota w grze pojedynczej dołożył brąz w deblu, zdobyty w parze z Milanem Šrejberem (w półfinale reprezentanci Czechosłowacji ulegli późniejszym triumfatorom, Kenowi Flachowi i Robertowi Seguso z USA). Ponadto w sezonie 1988 Mečíř osiągnął półfinał Wimbledonu, w ćwierćfinale eliminując Matsa Wilandera, dla którego była to jedyna porażka w Wielkim Szlemie w ciągu roku.
W 1989 Mečíř po raz drugi w karierze doszedł do finału turnieju wielkoszlemowego w grze pojedynczej. W Australian Open zmierzył się ponownie z Lendlem i ponownie nie sprostał Czechowi, tym razem ponosząc porażkę 2:6, 2:6, 2:6. Ponadto w 1989 Mečíř wygrał turniej w Indian Wells, co okazało się jego ostatnim zwycięstwem zawodowym.
Na początku lat 90. kariera Mečířa została przerwana kontuzjami. Łącznie odniósł 11 zwycięstw turniejowych w singlu, był w 13 finałach. W deblu odniósł 9 zwycięstw, przegrał 3 finały. W 1987 triumfował w ATP Finals deblistów. Najwyższe miejsce w rankingu gry pojedynczej zajmował w lutym 1988 – nr 4. Również na 4. miejscu był w klasyfikacji deblistów (w marcu 1988). Zarobki na korcie Słowaka przekroczyły dwa i pół miliona dolarów.
Poza igrzyskami olimpijskimi Mečíř bronił barw Czechosłowacji w Pucharze Davisa w latach 1983–1990. Zakończył występy bilansem 23 zwycięstw i 9 porażek. Wygrał wraz z zespołem narodowym Drużynowy Puchar Świata w 1987 oraz inauguracyjną edycję Pucharu Hopmana w grze mieszanej w 1989 (z Heleną Sukovą).
Wygrane turnieje
- gra pojedyncza:
  - 1985 – Rotterdam, Hamburg
  - 1986 – Kitzbühel
  - 1987 – Auckland, Dallas, Hilversum, Key Biscayne, Stuttgart (korty ziemne), Sydney (korty twarde)
  - 1988 – igrzyska olimpijskie w Seulu
  - 1989 – Indian Wells
- gra podwójna:
  - 1986 – Hilversum, Tuluza
  - 1987 – Hilversum, Barcelona, Hamburg, Masters, Praga, Wembley
  - 1989 – Rotterdam

Finały turniejowe
- gra pojedyncza:
  - 1983 – Adelaide
  - 1984 – Kolonia, Palermo
  - 1985 – Filadelfia, Rzym
  - 1986 – Hamburg, US Open
  - 1987 – Hamburg, Kitzbühel, Mediolan
  - 1988 – Orlando, Rotterdam
  - 1989 – Australian Open
- gra podwójna:
  - 1987 – Kitzbühel, Rzym
  - 1988 – Mediolan

## Kariera trenerska
Po zakończeniu kariery sportowej zajął się pracą trenera tenisowego. Prowadził m.in. reprezentanta RPA o czeskich korzeniach Marcosa Ondruskę oraz swojego rodaka Karola Kucerę, którego doprowadził do czołowej dziesiątki rankingu światowego. Pełnił również funkcję kapitana reprezentacji Słowacji w Pucharze Davisa.

## Odznaczenia
- Order Ľudovíta Štúra I Klasy – 2006, Słowacja[6]
- Order Ľudovíta Štúra II Klasy – 2004, Słowacja[7]